# Amblydisca multiguttata
Amblydisca multiguttata är en insektsart som först beskrevs av Carl Stål 1864.  Amblydisca multiguttata ingår i släktet Amblydisca och familjen dvärgstritar. Inga underarter finns listade i Catalogue of Life.